# بلدة فوند دو لاك (ويسكونسن)
فوند دو لاك (بالإنجليزية: Fond du Lac (town), Wisconsin)‏ هي بلدة تقع بولاية ويسكونسن في الولايات المتحدة. تبلغ مساحتها 54.2 (كم²)، وترتفع عن سطح البحر 240 م، بلغ عدد سكانها 2027 نسمة في عام 2000 حسب إحصاء مكتب تعداد الولايات المتحدة وتصل الكثافة السكانية فيها 39.4 نسمة/كم2.

## وصلات خارجية
- The US50 - Cities and Towns in Wisconsin State
- Wisconsin Cities and Towns, Facts, Map, Flag, Colleges, Government, and More